# Бульчу Секей
Бульчу Секей (угор. Bulcsú Székely, 2 червня 1976) — угорський ватерполіст.
Олімпійський чемпіон 2000 року.